# 地理数量方法
地理数量方法（quantitative methods in geography）指的是应用数学方法和电子计算机技术进行地理学研究的一种方法。定量研究的地理学称为数量地理学或计量地理学。

## 发展简史
地理数量方法发轫于20世纪30年代，1960年代以前主要是作一般的数理统计工作，其研究成果促进了人们对地理学规律的理论化和数学模型化的研究。
由于长期以来的地理学传统以对地区的描述为主（区域地理学），数学方法在地理学中的应用较少且简单。但与此同时，各种社会科学逐渐引入定量研究的方法，进行科学化的尝试。由于没有形式化的科学体系，地理学一度面临危机，一些西方的大学关闭了地理系和地理学课程。1953 年，弗莱德·K·舍费尔发表了《地理学中的例外论：方法论的检视》（Exceptionalism in geography: A Methodological Examination）一文，批判了认为地理学只需要对区域进行描述的例外主义观点。该论文掀起了地理学中的計量革命，各种量化研究方法相继引入地理学研究。60年代起，地理数量方法的研究以地理系统的数学模型和数学模拟技术以及应用计算机和多元分析方法为主的特点。地理学产生了理论性研究与应用性研究的分工，前者侧重于地理系统数学模型的建立，后者则侧重于多元统计方法和电子计算机技术的应用。

## 研究内容
- 地理要素的描述统计和数量分析技术；
- 地理系统的分析方法、数学模型的构造和应用、数学模拟(仿真)技术；
- 地理数据库、地理信息系统、专家系统的设计和应用；
- 地理预测和决策的方法、程序和模型；
- 地理学理论表述的数学形式。

## 发展趋势
地理数量方法和地理学的理论开究在现在地理学的发展中有进一步汇合的趋势；地理数量方法与生产实践有进一步结合的趋势；各类专题性地理数学模型正成为地理数量方法研究的重点方向；一些地理学者已开始研究建立地理数量方法的系统理论。

## 相关链接
- 一切資料庫--地理數量方法
- 中国大百科在线全文检索--地理數量方法